# 斯廷克角
(61°13′S 55°23′W / 61.217°S 55.383°W)
斯廷克角（英語：Stinker Point），是南極洲的海岬，位於南設得蘭群島的象島西岸，處於桌灣以南7公里，由英國探險隊繪入地圖，被國際鳥盟列為重點鳥區，是南極企鵝等海鳥的棲息地，現時由南極條約體系管理。